# جان كابانيس
جان لويس كابانيس (بالألمانية: Jean Louis Cabanis) (وُلد في 8 مارس 1816 وتوفي في 20 فبراير 1906) كان عالم طيور ألماني.
وُلد كابانيس في برلين. درس في جامعة برلين من 1835 إلى 1839، ثم سافر إلى أمريكا الشمالية، وعاد في عام 1841 مع مجموعة كبيرة من التاريخ الطبيعي. كان مساعداً ومديراً فيما بعد لمتحف التاريخ الطبيعي في برلين (الذي كان في ذلك الوقت متحف جامعة برلين)، خلفاً لهينريتش ليختنشتاين. قام بتأسيس مجلة علم الطيور في عام 1853، حيث قام بتحريرها للسنة والأربعين سنة التالية، عندما خلفه زوج ابنته أنطون رايخينو.
توفي في فريدريشهاغين.
يُدعى عدد من الطيور باسمه، بما في ذلك درسة كابانيس، تناجر كابانيس.